# Codice di Hammurabi

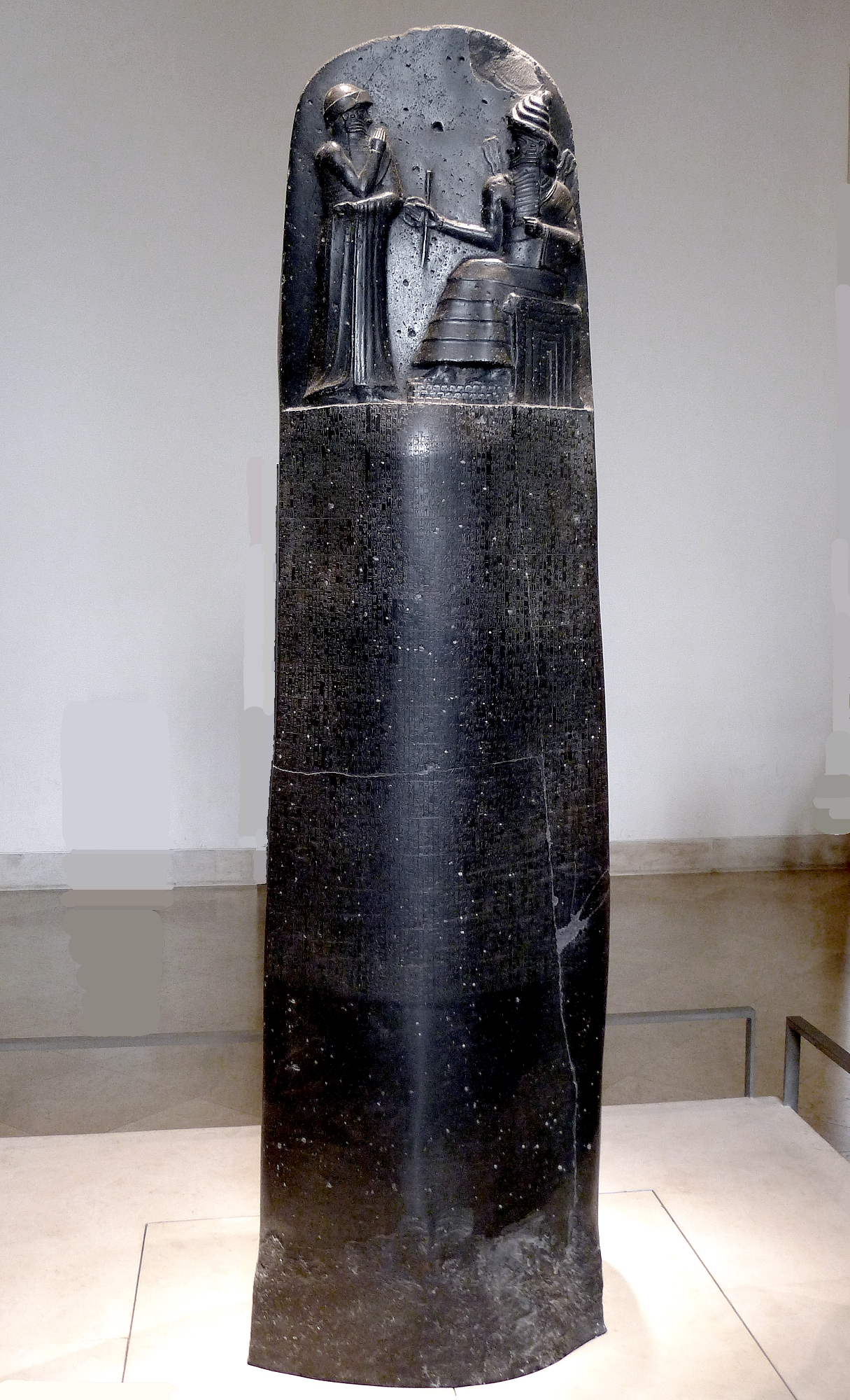
Stele del codice di Hammurabi al Louvre

Il Codice di Hammurabi è una fra le più antiche raccolte di leggi scritte, risalente al XVIII secolo a.C. e appartenente alla civiltà babilonese. Il testo è anche considerato una delle opere letterarie più importanti e conosciute dell'antica Mesopotamia e un'importante fonte riguardante i sistemi legali dell'antichità. La formulazione risale al regno di Hammurabi, sesto re della I dinastia di Babilonia. Si tratta di un testo accadico cuneiforme inciso su di una stele in diorite alta 2,25 metri quasi completamente conservata, su diversi frammenti di stele di basalto e su oltre 30 copie realizzate su tavolette di argilla tra il II e il I millennio a.C. La stele in diorite è oggi esposta al museo del Louvre di Parigi e, come i frammenti delle stele di basalto, venne trovata dagli archeologi francesi a Susa, dove giunse nel XII secolo a.C. dopo essere stata sottratta da Babilonia. Essendo in buono stato di conservazione, lo scritto è completamente noto.
Il testo è composto da circa 8000 parole scritte in 51 colonne, ciascuna con circa 80 righe, in carattere cuneiforme antico monumentale babilonese. Il contenuto può essere approssimativamente diviso in tre sezioni: un prologo di circa 300 righe, che spiega la legittimazione divina del re; una parte principale, con 282 clausole legali; e un epilogo di circa 400 righe, che loda la rettitudine del re e invita i successivi governanti a obbedire ai principi legali espressi. Le norme contenute, che occupano circa l'ottanta per cento del totale, riguardano, nella terminologia moderna, il diritto costituzionale, immobiliare, delle obbligazioni, il diritto matrimoniale, la successione a causa di morte, il diritto penale, le locazioni, la disciplina dell'allevamento del bestiame e della schiavitù.
Del contenuto, fin dalla sua pubblicazione avvenuta nel 1902, si sono occupati principalmente assiriologi e giuristi; tuttavia l'origine o la sua funzione non è stata ancora chiarita. L'ipotesi originale, ovvero che si trattasse di una sintesi sistematica della legge vigente (diritto positivo), è stata smentita sin dall'inizio. Da allora si è discusso su diverse proposte: una compilazione ad uso privato, una traccia per le sentenze, una legge di riforma, un testo didattico o semplicemente un'opera d'arte linguistica. Anche la teologia ha mostrato interesse verso il codice come una possibile ricezione di esso nella Bibbia.
Al momento della scoperta del Codice di Hammurabi, i documenti in lingua accadica più antichi risalivano a circa 1000 anni più tardi.
Il Codice di Hammurabi è stato più volte indicato come la più antica "legge" dell'umanità. Successivamente, sono stati scoperti codici più antichi, come il Codice di Ur-Nammu e il Codice di Lipit-Ištar.

## Storia

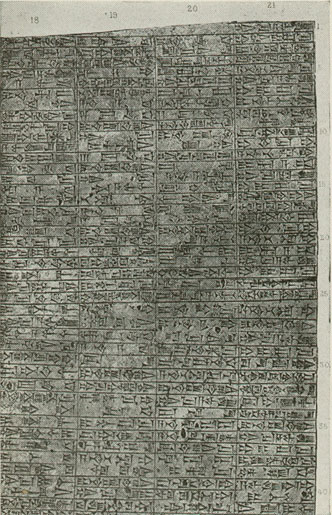
Testo

Si conoscono altre raccolte di leggi promulgate da re sumerici e accadici, ma non sono così ampie e organiche. Il codice venne stilato durante il regno del re babilonese Hammurabi (o Hammurapi), che regnò dal 1792 al 1750 a.C., secondo la cronologia media. Le disposizioni di legge contenute nel Codice sono precedute da un prologo nel quale il sovrano si presenta come rispettoso della divinità, distruttore degli empi e portatore di pace e di giustizia.
Il testo meglio conosciuto è quello inciso sulla stele di diorite che si trova ora al museo del Louvre di Parigi. Questa stele venne trovata nell'acropoli di Susa nell'inverno tra il 1901 e il 1902 da Gustave Jéquier e Jean-Vincent Scheil durante una spedizione francese in Persia guidata da Jacques de Morgan. Già nell'aprile 1902, i tre frammenti vennero riassemblati portati nella capitale francese dove, nello stesso anno, l'iscrizione venne restaurata e tradotta in francese da Jean-Vincent Scheil. Scheil determinò la numerazione dei paragrafi sulla base della presenza della parola introduttiva šumma, portando a definire un totale di 282 paragrafi, un conteggio utilizzato ancora nel 2023.
La stele esposta al Louvre presenta un rilievo nella parte superiore in cui è raffigurato il re Hammurabi in piedi davanti al sole, al dio della verità e della giustizia Šamaš. Il braccio di Hammurabi assume la posizione di preghiera, nota anche da altre raffigurazioni, mentre il dio, presumibilmente, gli conferisce i simboli di potere. Alcuni ricercatori hanno invece proposto che il dio raffigurato sia in realtà la divinità di Babilonia Marduk. Di seguito, il testo del Codice Hammurabi venne scolpito in 51 colonne di circa 80 righe ciascuna. Come carattere venne utilizzata l'antica scrittura monumentale babilonese, che è ancora più simile alla scrittura cuneiforme sumera rispetto all'antica scrittura corsiva babilonese, che è nota da numerosi documenti di questo periodo.
Gli Elamiti, sotto il re Šutruk-naḫḫunte, rubarono la stele insieme a numerose altre opere d'arte, come la stele di Narām-Sîn, portandola nella loro capitale nell'odierno Iran durante una campagna militare in Mesopotamia. La posizione originaria della stele non è quindi nota; tuttavia, si fa ripetutamente riferimento alla città babilonese di Sippar. Nove altri frammenti di basalto rinvenuti a Susa indicano che esistevano almeno altre tre stele con il codice, probabilmente collocate in altre città.
Oltre al testo principale sotto forma di iscrizione sulla stele, il Codice di Hammurabi è riportato anche su di una serie di tavolette di argilla che citano parti del testo. Alcuni di questi furono scoperti già nel XIX secolo, ma alcuni solo dopo il ritrovamento della stele a Susa. Questi, ora si trovano al British Museum di Londra, al Louvre, al Vorderasiatisches Museum di Berlino e al Museo di archeologia e antropologia dell'Università della Pennsylvania a Filadelfia. Già nel 1914, una grande copia dei capitoli dal 90 al 162 fu trovata su una tavoletta d'argilla nel museo di Philadelphia, da cui emerge l'antica classificazione dei paragrafi, che in alcuni punti si discosta dalla classificazione di Scheil oggi ancora utilizzata. Copie del testo provengono anche dalle epoche successive e da altre regioni dell'Antico Oriente, fino al periodo neo-babilonese, sebbene l'antica "divisione dei paragrafi" fosse diversa.

## Descrizione
Le disposizioni sono state ordinate dal re Hammurabi di Babilonia e furono scolpite in caratteri cuneiformi su una stele di diorite raffigurante alla sommità il re in piedi, in atteggiamento di venerazione di fronte a Šamaš, dio solare della giustizia, maestosamente seduto sul trono. Il dio porge ad Hammurabi il codice delle leggi, che dunque sono considerate di origine sacra. La stele è di diorite nera, alta circa 225 cm; venne rinvenuta nella città di Susa (oggi Shush, capitale amministrativa della provincia di Shush, nella regione iraniana di Khūzestān).
Si ritiene che la stele fosse originariamente esposta nella capitale, e che sia stata trasportata nel luogo del ritrovamento come bottino di guerra dall'esercito elamico. Dato che nella stessa Susa fu trovato un esemplare analogo, molto probabilmente si trattava di un'opera eseguita in serie, di cui esistevano numerose copie. L'assiriologo Jean-Vincent Scheil, che faceva parte della missione archeologica durante la quale fu scoperto il codice, in meno di un anno riuscì a decifrarlo e nel 1904 ne pubblicò la traduzione.
Attualmente (2021) si trova a Parigi, nel Museo del Louvre. Una copia si trova al Pergamonmuseum a Berlino, in Germania. La lingua con cui è stata scritta è accadico, la lingua parlata in Mesopotamia.

## Contenuto
Il corpus legale è suddiviso in capitoli che riguardano varie categorie sociali e di reati, abbraccia molte delle possibili situazioni dell'umano convivere del tempo, dai rapporti familiari a quelli commerciali ed economici, dall'edilizia alle regole per l'amministrazione del regno e della giustizia. Le leggi sono notevolmente dettagliate, e questo ha fornito un aiuto prezioso agli archeologi, consentendo loro di ricostruire importanti aspetti pratici della società mesopotamica. L'importanza del codice di Hammurabi risiede certo nel fatto che si tratta di una delle prime raccolte organiche di leggi a noi pervenuta, ma soprattutto nel suo essere pubblico, o per meglio dire pubblicamente consultabile, esplicitando il concetto giuridico della conoscibilità e della presunzione di conoscenza della legge.
Il codice fa un larghissimo uso della Legge del taglione. La pena per i vari reati è infatti spesso identica al torto o al danno provocato: occhio per occhio, dente per dente. Ad esempio la pena per l'omicidio è la morte: se la vittima è il figlio di un altro uomo, all'omicida verrà ucciso il figlio; se la vittima è uno schiavo, l'omicida pagherà un'ammenda, commisurata al "prezzo" dello schiavo ucciso. Il codice suddivide la popolazione in tre classi:
- awīlum (lett. "uomo"), cioè il cittadino a pieno titolo, spesso nobili;
- muškēnum, uomo "semilibero", cioè libero ma non possidente; in seguito la parola passò a definire un povero[9] o mendicante
- wardum (fem. amat), cioè lo schiavo, che poteva essere acquistato e venduto.

Le varie classi hanno diritti e doveri diversi, e diverse pene che possono essere corporali o pecuniarie. Queste ultime sono commisurate alle possibilità economiche del reo, nonché allo status sociale della vittima.
Non viene riconosciuto nel Codice il diritto di responsabilità personale, ossia la pena non è differente a seconda che il danno commesso sia volontario o colposo. Un esempio classico è l'architetto che progetta una casa; se essa crolla e uccide coloro che vi abitano, la colpa è di chi l'ha progettato, e la pena è come se egli avesse ucciso di persona le vittime.
L'impostazione basata sulla legge del taglione modifica il pensiero giuridico dominante nel periodo precedente, attestato dal Codice di Ur-Nammu, che prevedeva per alcuni reati semplici sanzioni pecuniarie invece di quelle fisiche. È possibile che questo cambiamento sia da attribuire alla diversa composizione della popolazione sud mesopotamica del periodo: nel XXI secolo a.C., data a cui risale il codice di Ur-Nammu, i sovrani erano ancora di origine sumerica e la popolazione accadica era solo una parte, sebbene importante, del totale; nel XVIII secolo a.C. gli Accadi, semiti, erano ormai la maggioranza e le stesse leggi vennero scritte in accadico anziché in sumerico.
Rimarchevole del codice è il linguaggio adoperato nel dettare le disposizioni normative: asciutto e conciso, come sarebbe poi stato il linguaggio inaugurato dalla tradizione codificatrice francese, e non prolisso e didascalico tipico della tradizione romana (la quale amava anche fare riferimenti a leggi e costumi precedenti oppure alle finalità perseguite dalla legge), poi seguita in tutta Europa nel corso del medioevo e in Austria nella prima età contemporanea. Ogni parola ha una funzione precisa nell'economia del precetto, conformemente agli odierni canoni di buona tecnica normativa.
Il codice ha anche inaugurato un'altra importante caratteristica tipica della codificazione moderna, vale a dire la suddivisione del testo in articoli: ogni disposizione normativa del codice, infatti, è numerata, il che ne consente il richiamo in modo molto agevole. Anche in questo caso i romani si sono dimostrati più arretrati, in quanto il loro diverso e più complesso sistema di numerazione imponeva l'uso di una gran quantità di numeri per riuscire a richiamare la singola disposizione (sistema che, paradossalmente, è stato recuperato in tempi recenti in Francia): per menzionare o citare disposizioni dal Digesto di Giustiniano, per esempio, era necessario indicare il numero del libro, del titolo e infine del paragrafo (che conteneva la singola disposizione), perché la numerazione dei paragrafi ricominciava da capo ad ogni titolo.
Questa la struttura del codice:
1. I processi (1-5).
2. Alcuni reati contro il patrimonio (6-26).
3. La scomparsa della persona fisica (27-32).
4. Alcuni reati propri dei militari (33-36).
5. I diritti reali (37-65).
6. Disposizioni perdute (66-99).
7. Alcune disposizioni su obbligazioni e contratti (100-126).
8. La calunnia (127).
9. Rapporti familiari (128-195).
10. Alcuni reati contro la persona (196-214) (qui sono contenute le notissime disposizioni sulla legge del taglione, come le nn. 196 e 200 sulle lesioni agli occhi e ai denti).
11. Altre disposizioni su obbligazioni e contratti (215-282).

Tuttavia è facile constatare che ancora siamo lontani dal rigore sistematico tipico delle codificazioni moderne e contemporanee. Vengono trattati indistintamente argomenti di diritto civile, penale e processuale, e lo stesso ordine di trattazione manca a volte di coerenza. Il codice contiene inoltre la prima testimonianza dei doveri della professione del medico, ben prima del Giuramento di Ippocrate.

## Struttura
Il Codice Hammurabi, come altre antiche raccolte legali orientali, è diviso in tre parti: un prologo, una sezione principale e un epilogo. Il prologo conta 300 righe nel testo della stele di Susa, l'epilogo 400. La sezione centrale costituisce circa l'80% dell'intero testo ed è quella dove sono presentate le leggi.

### Prologo
Secondo l'opinione prevalente, il prologo del Codice Hammurabi sarebbe una delle opere letterarie più importanti dell'Oriente antico. Può essere a sua volta suddiviso in tre sezioni, tipiche degli antichi codici orientali, in quest'ordine: parte teologica, parte storico-politica e parte morale-etica.
La parte teologica ha lo scopo di spiegare la legittimazione divina di Hammurabi ed è strutturata come una lunga sentenza temporale. Nel testo viene inizialmente spiegato che il Dio della città babilonese Marduk fu chiamato a governare sull'umanità da Anu ed Enlil, i più alti dei del pantheon sumero-accadico. Di conseguenza, Babilonia fu designata come il centro del mondo. Affinché nel paese potesse esistere un ordine, che i malvagi e l'oppressione dei deboli finissero e che il popolo stesse bene, Hammurabi fu scelto per governare il popolo.
Una copia neo-babilonese del prologo (BM 34914) dimostra l'esistenza di diverse versioni di questo testo; nello specifico questa copia neo-babilonese differisce dalla versione della stele di Susa soprattutto nella parte teologica asserendo che Hammurabi fosse stato designato direttamente da Anu ed Enlil, mentre Marduk non viene menzionato. Invece di Babilonia, Nippur è designata per essere il centro del mondo.
Nella parte storico-politica viene descritto il re e la sua carriera politica, stilizzata come epiteti sotto forma di elenco delle sue gesta in città e santuari. Poiché questo elenco corrisponde alle città che appartenevano all'impero di Hammurabi nel suo 39º anno di regno, questo rappresenta un terminus post quem per la datazione della stele di Susa. Da ciò risulta chiaro che la stele non contiene la versione più antica del codice di Hammurabi.
La parte etico-morale segue quella precedente senza stabilire un riferimento geografico. In essa viene spiegato la relazione con il fondatore della dinastia Sumu-la-El e suo padre Sumu-abum oltre a fare riferimento al mandato di governo dato da Marduk con cui venne stabilita la legge e l'ordine (Kittum u mīšarum). Il prologo finisce con la parola inūmīšu ('a quel tempo').

### Sezione centrale
Un gran numero di assiriologi e giuristi si sono occupati dagli articoli contenuti nella sezione centrale del codice, cercando soprattutto di cogliere la sistematica dietro di esse e in questo modo la loro natura. Nel corso del tempo sono stati presentati vari approcci, ma per via di alcune carenze, questi non sono stati in genere riconosciuti da tutti. Ciò è particolarmente vero per i primi tentativi di creare un sistema basato su aspetti logici o giuridico-dogmatici, come quelli compiuti dal francese Pierre Cruveilhier.
Uno dei tentativi più importanti fu quello di Josef Kohler, il quale inizialmente affermò correttamente che le clausole legali all'inizio del testo sono legate a "religione e regalità". A queste dovrebbero poi seguire le "disposizioni su commercio e compravendita", in particolare agricoltura, trasporti e obbligazioni. David Lyon, ha presentato una classificazione alternativa assumendo che il Codice di Hammurabi fosse diviso in tre sezioni principali: introduzione (articoli 1-5), cose (articoli 6–126) e persone (articoli 127–282), con la sezione cose a sua volta divisa nelle sottosezioni proprietà privata 6-25), immobiliare, commercio e affari, mentre la sezione persone comprendeva le sottosezioni famiglia (§§ 127-195), violazioni dei diritti (196-214) e lavoro (215- 282). Questa classificazione, che è stata già più volte contraddetta, in seguito venne appoggiata anche a Robert Henry Pfeiffer che cercò di confrontate il codice di Hammurabi con il diritto romano e biblico. Così chiamò gli articoli 1-5 come "ius actionum", 6-126 come "ius rerum" e 127-228 come "ius personarum", con quest'ultima sezione a sua volta divise in "ius familiae" (127– 193) e "obliges" (194-282).
Tuttavia, fu la proposta di Herbert Petschow ad incontrare l'approvazione più ampia. Egli scoprì che l'ordine delle clausole legali venne fatto in base a gruppi di soggetti, separando le norme giuridicamente correlate l'una dall'altra. All'interno dei singoli gruppi di soggetti, la disposizione delle clausole legali era basata su criteri cronologici, valore dei beni trattati, frequenza dei casi, stato sociale delle persone interessate o semplicemente secondo lo schema caso-contro-caso. Petschow è anche riuscito a dimostrare che i singoli articoli vennero organizzati principalmente in base agli aspetti giuridici: ad esempio con la netta separazione dei rapporti giuridici contrattuali ed extracontrattuali. Secondo Petschow, il Codice di Hammurabi può essere diviso in due sezioni principali:

#### Diritto pubblico
I primi 41 articoli riguardano la sfera pubblica, caratterizzata da regalità, religione e persone. Queste possono essere ulteriormente suddivise in più sezioni.
La prima di queste è composta dagli articoli 1-5, che trattano le persone significativamente coinvolte nel processo giudiziario. Per questo motivo, Petschow attribuì a tale sezione il titolo di "realizzazione della legge e della giustizia nel paese" correlandola con l'ultima affermazione espressa nel prologo. Questi cinque articoli condannano le false accuse e le false testimonianze con la legge del taglione; per i giudici corrotti erano previste la rimozione dall'ufficio e una pena patrimoniale di dodici volte l'oggetto del contenzioso.
La seconda sezione comprende gli articoli 6–25 e tratta dei "reati capitali" considerati particolarmente pericolosi per la collettività. Si tratta principalmente di crimini contro la proprietà pubblica (tempio o palazzo) o contro la classe sociale dei muškēnu, oltre ad altre singole fattispecie di particolare gravità. Tutte le disposizioni legali di questa sezione hanno come base comune la pena di morte come condanna.
Gli articoli 26-41 compongono la terza sezione riguardante i soldati (akkadisch ilku), Dopo la definizione delle sanzioni per le violazioni dei doveri, vengono stabilite le norme da seguirsi in caso di una sua eventuale prigionia.

#### Diritto privato
I restanti articoli riguardano principalmente la sfera individuale del singolo cittadino. Questo gruppo più ampio di norme si occupa di diritto della proprietà, della famiglia e delle successioni, ma anche di questioni di lavoro e integrità fisica.
Gli articoli 42-67, che trattano di "diritto della proprietà privata", riguardano la disciplina di campi, orti e abitazioni. Le prime trattano rapporti giuridici contrattuali, che si svolge principalmente sotto forma di locazione e privilegio, a cui seguono disposizioni sulla responsabilità extracontrattuale per danni.
In queste norme, vengono inserite più volte disposizioni sull'"adempimento di obbligazioni di debito", che diventa poi l'argomento dominante negli articoli 68-127 rappresentando quindi una nuova sezione. Il soggetto principale è soprattutto il tamkarum (mercante) e la sezione si chiude con la disciplina del pignoramento e della schiavitù per debiti.
Gli articoli 128–193 formano una sezione chiaramente delimitabile che tratta del "diritto matrimoniale, della famiglia e delle successioni". Qui, uno dopo l'altro, vengono trattati i doveri fiduciari coniugali della moglie, i doveri di mantenimento e di cura del marito e infine gli effetti finanziari del matrimonio per entrambi i coniugi. Seguono una serie di reati sessuali, prima di affrontare le possibilità di sciogliere un matrimonio e le sue conseguenze finanziarie.
Questa parte è poi seguita dai principi legali del diritto successorio, con la dote sulla morte della moglie e la proprietà dopo la morte del padre di famiglia che viene trattata una dopo l'altra. In quest'ultimo caso, si distingue ulteriormente tra il diritto ereditario dei figli legittimi, delle vedove sopravvissute e dei figli di un matrimonio misto. Il diritto successorio delle figlie come caso speciale è separato da esso da disposizioni procedurali. Questo gruppo di articoli è completato dall'adozione e da disposizioni legali.
Un'ulteriore sezione, che tratta essenzialmente di “violazioni dell'integrità fisica e danni alla proprietà”, consiste negli articoli 194-240. Anche in questo caso i rapporti giuridici contrattuali ed extracontrattuali sono strettamente separati l'uno dall'altro, per cui vengono trattati per primi i rapporti giuridici basati sull'illecito. Di regola, le sanzioni sono commisurate secondo il principio del taglione. Alla fine della sezione ci sono clausole legali che trattano questioni di responsabilità in relazione al noleggio di navi e rappresentano quindi una transizione all'ultima sezione.
Gli articoli 241-282 si occupano di "affitto del bestiame e dei servizi". Le clausole legali sono ordinate secondo la sequenza cronologica che va dall'aratura dei campi alla raccolta. All'interno di questa sezione è stata operata una distinzione tra responsabilità contrattuale ed extracontrattuale. Le tariffe generali di locazione sono stabilite alla fine di questa sezione prima che le clausole legali terminino con le disposizioni sulla legge sugli schiavitù.

### Epilogo
Sulla stele, l'epilogo inizia con una nuova colonna che lo distingue dalle clausole legali. Inizia con la formula che ricorda un colophon:
Seguono delle dichiarazioni riguardanti l'adempimento dei compiti menzionati nel prologo. Nell'epilogo, tuttavia, vengono fornite informazioni più dettagliate sulla stele stessa. Secondo quanto si apprende, questa venne realizzata presso l'Esagila, un tempio di Babilonia, di fronte alla “statua di Ḫammurabi come Re di giustizia”. Da ciò molti studiosi hanno concluso che la stele rinvenuta a Susa provenisse originariamente da Babilonia e non da Sippar.
A ciò seguono i desideri di Hammurabi sulla realizzazione della sua giustizia e della sua memoria. Anche il passaggio utilizzato per l'interpretazione del Codice come strumento legislativo proviene da questa sezione:
Alla fine dell'epilogo vi sono esortazioni per i futuri governanti a preservare e non cambiare le norme legali, che vengono affermate con l'auspicio di una benedizione del prossimo sovrano. Segue una lunga raccolta di formule di maledizione, che insieme costituiscono la maggior parte dell'epilogo e sono dirette contro qualsiasi persona influente che non segua le ammonizioni. Queste maledizioni seguono anche uno schema fisso, che consiste nel nome della divinità, i suoi epiteti, la sua relazione con Ḫammurabi e una maledizione adeguata.